# Räni
Räni alevik är en ort i Estland. Den ligger i Ülenurme kommun och landskapet Tartumaa, i den sydöstra delen av landet, 160 km sydost om huvudstaden Tallinn. Räni alevik ligger 59 meter över havet och antalet invånare är 498.
Terrängen runt Räni alevik är platt. Runt Räni alevik är det mycket tätbefolkat, med 1 819 invånare per kvadratkilometer. Närmaste större samhälle är Dorpat, 5,0 km nordost om Räni alevik. Runt Räni alevik är det i huvudsak tätbebyggt.